# 白玉路
白玉路是中華人民共和國上海市普陀区一條道路，北起曹杨路，南至光复西路，全长1273米，道路始建於1963年，名稱來源自四川省甘孜藏族自治州白玉縣。1993年5月，沙洪浜街道以白玉路為名更名為白玉路街道。1997年10月19日，位於白玉路358弄的白玉苑住宅小區一期動工，1998年10月25日竣工。